# Parque nacional Blue Hole
Parque nacional Blue Hole es un parque nacional situado justo al lado de la carretera Hummingbird en el Distrito de Cayo de Belice, cerca de Belmopán, la capital del país. Se trata de un espacio de 500 acres (2 km²) de superficie, que contiene dos sistemas de cuevas (St Hermans y crystal), varios senderos naturales, y una piscina fría de selva debido a la cual el parque recibe su nombre. El parque es administrado por la Sociedad Audubon de Belice.
Este Blue Hole "agujero azul" no se debe confundir con el costero Gran Agujero Azul, también en Belice. El parque cuenta con más de 200 especies de aves, incluyendo especies tropicales poco comunes

## Historia
El gobierno de Belice adquirió la tierra para el parque en los años sesenta y setenta. Fue declarado oficialmente parque nacional el 23 de noviembre de 1986. El parque fue originariamente llamado Parque nacional Blue Hole, pero el nombre lo cambiaron en 2005 para evitar que se confundiera con el Monumento nacional Blue Hole.